# Maestro dell'Albero della Vita
Il Maestro dell'Albero della Vita (XIV secolo) è stato un pittore italiano.

## Biografia
Le pitture a fresco risalenti al XIII e XIV secolo presenti in Bergamo e sul territorio bergamasco, non sono sempre state eseguite da pittori identificabili e conosciuti, per questo vi sono alcuni artisti a cui viene dato il nome o delle località dove hanno lavorato o del soggetto che hanno eseguito, tra questi il Maestro dell'Albero della Vita, il Maestro dell'Aula della Curia, il Maestro del 1336 e il Maestro di Angera. Di tutti questi artisti non si hanno importanti indicazioni biografiche. Il maestro dell'Albero della Vita prende il nome dall'opera che maggiormente lo ha reso noto l'Albero della Vita presente nel transetto a sud della basilica mariana di Santa Maria Maggiore di Bergamo, datato 1347.

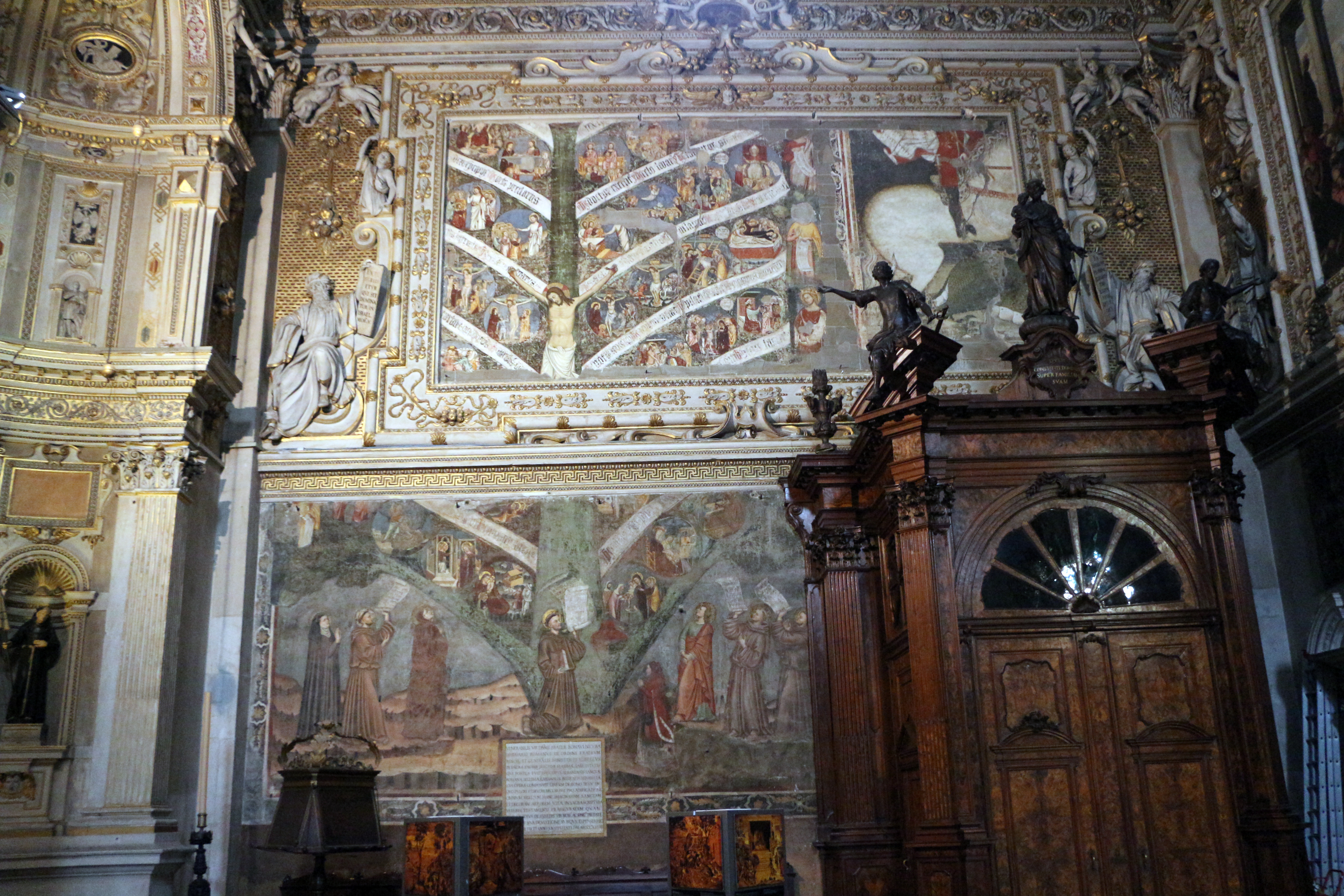
Albero della Vita del Maestro dell'Albero della Vita

L'artista, identificato solo per le caratteristiche pittoriche delle sue opere di cui si è cercato nel tempo di avere una realistica ricostruzione, non avendo nessuna informazione circa le sue origini anagrafiche, fu probabilmente attivo soprattutto in Bergamo dalla prima metà del Trecento identificabile nell'affresco presente nel monastero Matris Domini di cui resta solo un frammento raffigurante il Giudizio Universale. Del medesimo artista sono riconducibili i dipinti presenti nella chiesa di Torre Boldone di Santa Maria Assunta. Di difficile assegnazione, per le sue precarie condizioni, è l'affresco presente sulla tomba di Lanfranco Suardo a Trescore Balneario che sarebbe morto nel 1331.

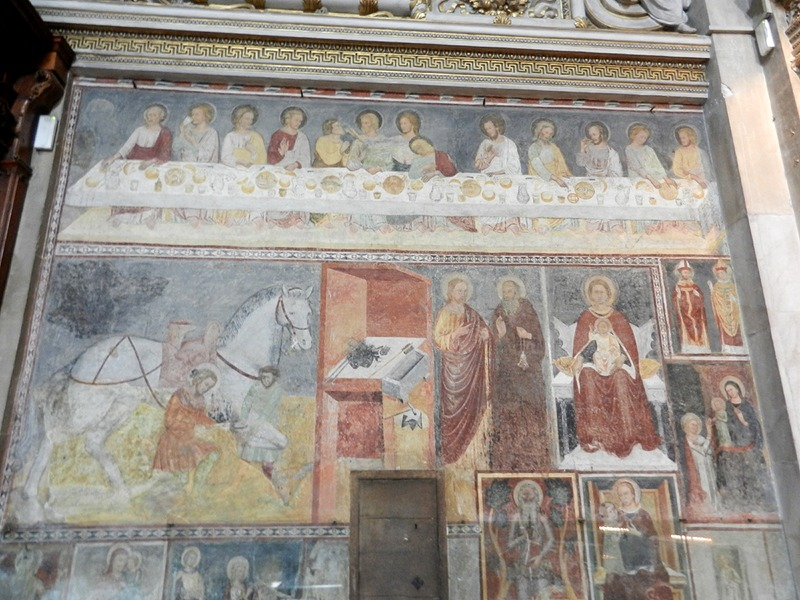
Bottega di sant'Eligio

Dell'artista non vi sono testimonianze di vita e neppure documentazione che abbia mai avuto contatti diretti con Giotto, le sue opere sono infatti da ritenersi espressione autoctona, di una sua spiccata sensibilità che lo ha portato ad avere una capacità artistica che lo ha portato a soluzioni artistiche che si possono considerare parallele a quelle dell'arte toscana del XIV secolo.
Sono indicate opera ad affresco presenti in altre chiese del territorio bergamasco del medesimo periodo che vengono indicate come opere vicine al Maestro dell'Albero della Vita.

## Opere
- Diluvio Universale, Monastero Matris Domini di Bergamo;
- Crocifissione, molto rimaneggiata, matrimonio mistico di santa Caterina, martirio di san Pietro martire da Verona e Gloria di san Tommaso d'Aquino con san Domenico, Assunzione, sant'Antonio, un santo vescovo e Maria Maddalena nel deserto, Madonna del latte, san Luca e sant'Elena, chiesa di Santa Maria Assunta di Torre Boldone;
- Madonna in trono, San Giovanni dolente, chiesa di Sant'Erasmo  Bergamo, affreschi strappati;
- Cristo Crocifisso tra i santi Gerolamo e dolenti, sala capitolare del convento di San Francesco di Bergamo;
- Madonna col Bambino e santi,  chiostro del convento di San Francesco di Bergamo;
- Ultima cena, transetto sinistro basilica di Santa Maria Maggiore di Bergamo, dipinto che presenta un interesse per la psicologia dei personaggi, individuando il pensiero e il turbamento di ogni commensale, nel momento stesso in cui Cristo rivela il tradimento. La tavola imbandita su una bianca tovaglia, porta la simbologia eucaristica con il pane, le ciliegie, le brocche d'acqua e di vino, e il pesce, che rivela anche interessi naturalistici. La raffigurazione di sant'Eligio presenta una precisione e naturalezza dell'atto di ferrare, ma anche dell'ambiente lavorativo mostrandocelo nella sua quotidianità. Questa parte comprende anche gli affreschi raffiguranti: Sant'Eligio che ferra un cavallo,[3] Bottega di sant'Eligio, due santi, Madonna in trono, Matrimonio mistico di santa Caterina e santo martire, Madonna del latte, santo vescovo benedicente;
- Madonna col Bambino, santi e devoto, chiesa di San Nicolò ai Celestini di Bergamo,[4]
- Trinità, chiesa di Sant'Agostino di Bergamo;
- Albero della Vita, basilica di Santa Maria Maggiore di Bergamo;[5]
- Trinità, chiesa della Santissima Trinità di Fiobbio frazione di Albino;
- Cristo crocifisso tra i dolenti Duomo di Bergamo

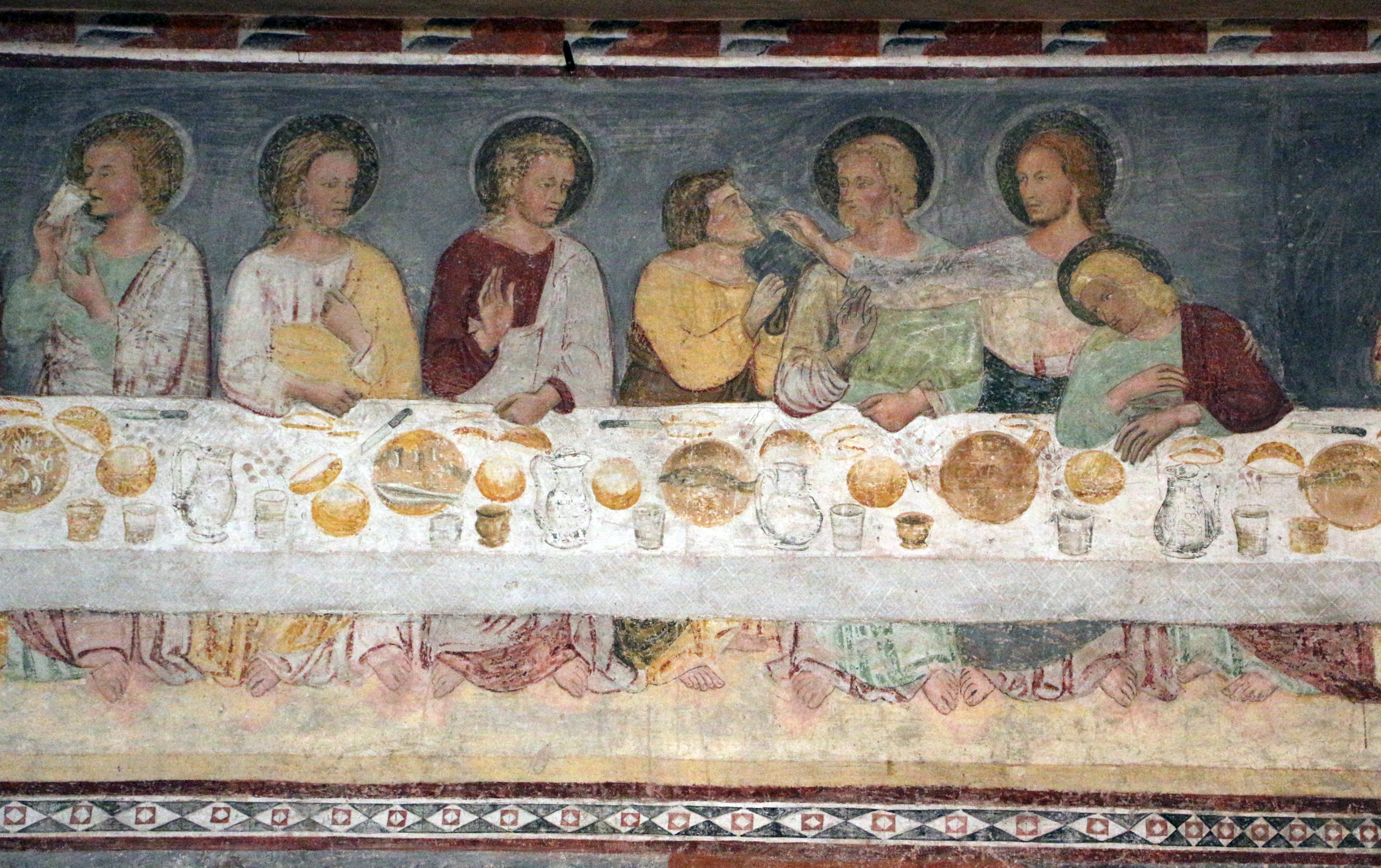
Ultima cena e santi – Maestro dell'Albero della Vita